# Aanslag op internationaal beschermd persoon (Nederland)
Artikel 117 van het Nederlandse Wetboek van Strafrecht stelt strafbaar het plegen van een aanslag op internationaal beschermd persoon, voluit aanslag op het leven of de vrijheid van een internationaal beschermd persoon. De figuur van de 'aanslag' wordt in de Nederlandse strafwet uitsluitend gebruikt om de Nederlandse staat en staatsinrichting bijzondere bescherming te bieden. Het misdrijf is in Titel III van het Nederlandse Wetboek van Strafrecht opgenomen, dat "in dit verband de belangen van het diplomatiek en consulair verkeer tussen Nederland en andere staten beschermd." Het is een staatsmisdrijf.

## Totstandkoming
Het huidige artikel 117 Wetboek van Strafrecht is nog van zeer recente datum. Het is ingevoerd bij  Wet van 19 mei 1988 en trad op 4 januari 1989 in werking. De wetswijziging gaf uitvoer aan twee verdragen, namelijk het 'Verdrag inzake de voorkoming en bestraffing van misdrijven tegen internationaal beschermde personen met inbegrip van diplomaten' en het 'Internationaal Verdrag inzake het nemen van gijzelaars' Het artikel is bewust gebaseerd op de vergelijkbare misdrijven aanslag op de echtgenoot van de Koning (art. 108 Sr) en aanslag op bevriend staatshoofd (art. 115 Sr) en de begrippen 'aanslag op het leven' en 'aanslag op de vrijheid' hebben dan ook dezelfde betekenis als in die artikelen. Wel is er bewust gekozen voor een lager strafmaximum (namelijk twaalf jaar gevangenisstraf) dan bij de voornoemde aanslagen vanwege het verschil in status tussen de beschermde personen.

## Aanslag op internationaal beschermd persoon
In het wetboek wordt het delict omschreven als "de aanslag op het leven of de vrijheid van een internationaal beschermd persoon wordt gestraft ...". Het begrip aanslag wordt nader gedefinieerd in artikel 79 Wetboek van Strafrecht. Op grond van dit artikel wordt een poging tot het plegen van een aanslag op een bevriend staatshoofd gelijkgesteld met het voltooid delict. Door de poging gelijk te stellen met het voltooid delict kan de dader zich niet meer beroepen op de strafuitsluitingsgrond vrijwillige terugtred; door het begin van uitvoering is immers aan de delictsomschrijving reeds voldaan. Ook kan de dader geen aanspraak maken op de strafreductie van strafbare poging ex art. 45 Sr, simpelweg omdat artikel 45 niet van toepassing is.

### Delictsbestandsdelen (lid 1)
De aanslag moet gericht zijn op het leven. Het omvat mede doodslag en levensberoving op verzoek. Niet strafbaar onder dit artikel is hulp bij zelfdoding, omdat daar de handeling van de dader niet direct gericht is op het beëindigen van het leven en het gevolg (de dood) in beginsel niet vast staat. Ook andere misdrijven waarbij de dood een indirect gevolg is vallen niet onder de noemer op het leven. De in het eerste lid genoemde aanslag op het leven ziet wel alleen op de (niet-succesvolle) poging daartoe; indien de aanslag op het leven wel succesvol is valt deze onder het tweede lid. Ook een poging tot moord valt onder het tweede, en dus niet het eerste, lid.
Met op de vrijheid gericht omvat de delicten uit Titel XVIII van het Wetboek van Strafrecht. Fokkens beperkt de misdrijven uit deze titel echter alleen voor zover zij naar het normale spraakgebruik ook een 'aanslag op de vrijheid' kunnen worden genoemd. Hij sluit daarmee uit de delicten in: art. 273 Sr (mensenhandel); 274 Sr (slavenhandel); 275 Sr (schipper van een slavenschip); 276 Sr (schepeling van slavenschip); 277 Sr (vervrachten of verzekeren van schip voor slavenhandel) en 281(1) sub 1 Sr (schaking). Opmerkelijk is verder dat de categorie misdrijven waartegen in dit artikel bescherming geboden wordt groter is dan bij het misdrijf aanslag tegen de Koning, omdat de wet daar spreekt van een 'aanslag met het oogmerk om de Koning van zijn vrijheid te beroven'. Een reden voor dit verschil wordt niet door de wetgever in de toelichting gegeven.
De aanslag moet gericht zijn tegen een internationaal beschermd persoon. De wet geeft in artikel 87b Wetboek van Strafrecht een definitie van het begrip, daarbij zoekt het aansluiting bij artikel 1(1) van het eerder genoemde 'Verdrag inzake de voorkoming en bestraffing van misdrijven tegen internationaal beschermde personen met inbegrip van diplomaten' en artikel 1 van het 'Verdrag inzake de veiligheid van VN-personeel en geassocieerd personeel'. Op grond van artikel 1(a) Verdrag van 14 december 1973 vallen staatshoofden, regeringshoofden en ministers van buitenlandse zaken en hun familie onder de noemer 'internationaal beschermd persoon'. Artikel 1(b) Verdrag van 14 december 1973 bevat echter een open norm, die per geval ingevuld dient te worden. De Nederlandse wetgever heeft in de goedkeuringswet voor het verdrag een niet-limitatieve beschrijving van deze categorie gegeven. Het gaat daarbij om "personen die «ingevolge het internationale recht» aanspraak kunnen maken op bijzondere bescherming tegen een aanslag op hun persoon, vrijheid of waardigheid." Te denken valt bijvoorbeeld aan overige ministers en staatssecretarissen op bijzondere missie, functionarissen en afgevaardigden van de EU, NAVO of Raad van Europa, functionarissen van internationale hoven die in Nederland zijn gevestigd of personen die diplomatieke onschendbaarheid genieten. Op grond van artikel 1 Verdrag van 9 december 1994 zijn beschermd personen die "een operationeel-hiërarchische band met de Verenigde Naties, een van haar gespecialiseerde organisaties, of het Internationaal Atoomagentschap [hebben] ... Personeel van zelfstandig opererende intergouvernementele- of non-gouvernementele organisaties valt op grond van het bovenstaande buiten het beschermingsbereik van dit verdrag." Echter, zal uiteindelijk in de meeste van voorbeelden per geval moeten worden gekeken of een persoon onder de noemer 'internationaal beschermd persoon' valt.

### Delictsbestandsdelen (lid 2)
Het tweede lid voorziet in strafverzwaring indien de aanslag tegen het leven succesvol – en dus de dood ten gevolg heeft – of met voorbedachten rade is gepleegd. De vermelding van voorbedachten rade als strafverzwarende omstandigheid zorgt ervoor dat ook een poging tot moord bedreigd wordt met de hogere straf van het tweede lid. Aangenomen wordt dat de strafverzwarende grond 'met voorbedachten rade' alleen geldt voor hen bij wie deze voorbedachten rade aanwezig is geweest of wetenschap daarvan had; de strafverzwarende omstandigheid 'de dood ten gevolge heeft' is geobjectiveerd en geldt daardoor voor allen die bij de aanslag betrokken zijn.

## Terroristisch oogmerk
Een specifieke strafverzwarende omstandigheid voor de aanslag is te vinden in artikel 120a Wetboek van Strafrecht. Indien het misdrijf van artikel 117(1) Sr gepleegd wordt met een terroristisch oogmerk wordt de maximumstraf verhoogd van maximaal twaalf jaar gevangenisstraf naar ten hoogste zestien jaar. De definitie van een terroristisch oogmerk wordt in art. 83a Sr gegeven en luidt: "onder terroristisch oogmerk wordt verstaan het oogmerk om de bevolking of een deel der bevolking van een land ernstige vrees aan te jagen, dan wel een overheid of internationale organisatie wederrechtelijk te dwingen iets te doen, niet te doen of te dulden, dan wel de fundamentele politieke, constitutionele, economische of sociale structuren van een land of een internationale organisatie ernstig te ontwrichten of te vernietigen." Het tweede lid van artikel 115 Sr is uitgesloten, omdat daar reeds de maximaal op te leggen straf voor geldt.

## Samenspanning
Strafbaar is ook de samenspanning om een aanslag tegen een internationaal beschermd persoon te plegen – alleen – indien deze vergezeld wordt door een terroristisch oogmerk. Dit is strafbaar gesteld in art. 120b Wetboek van Strafrecht. Van samenspanning is sprake "zodra twee of meer personen overeengekomen zijn om het misdrijf te plegen". Het is daarmee een collectief voorbereidingsdelict omdat altijd meer dan één persoon vereist is. Karakteristiek voor samenspanning is dat het enkele overeenkomen om het misdrijf te plegen reeds het voltooid delict oplevert. Er hoeft nog geen sprake te zijn van een strafbare voorbereiding. Omdat het delict reeds voltooid is door het maken van de afspraak heeft een latere intrekking van de overeenkomst geen gevolg op de strafbaarheid van de dader. Wel moeten de dader overeengekomen zijn om een van de in artikel 115 of 117 Wetboek van Strafrecht omschreven strafbare feiten te plegen. Indien iemand zich alleen verbindt de samenspanners te helpen, doch zonder dat dit helpen zulk een strafbaar feit oplevert, maakt deze persoon zich niet strafbaar aan samenspanning.